# 아오야마 요시나리
아오야마 요시나리 또는 유키나리(青山幸成)는 아즈치모모야마 시대부터 에도 시대 초기의 무장, 다이묘이다. 도토미 가케가와번주, 셋쓰 아마가사키번 초대 번주를 지냈다. 구조 번 아오야마가(郡上藩青山家) 시조. 도쿠가와씨 후다이 가신 아오야마 다다나리의 4남이자 종가 당주 아오야마 다다토시의 동생이다.
| 전임 아사쿠라 노부마사 | 가케가와번 번주 (아오야마가) 1633년 ~ 1635년 | 후임 마쓰다이라 다다시게 |

| 전임 도다 우지카네 | 제1대 아마가사키번 번주 (아오야마가) 1635년 ~ 1643년 | 후임 아오야마 요시토시 |